# Mocuola pulchellus
Mocuola pulchellus är en insektsart som beskrevs av Alexander Fyodorovich Emeljanov 1964. Mocuola pulchellus ingår i släktet Mocuola och familjen dvärgstritar. Inga underarter finns listade i Catalogue of Life.